# UseModWiki
UseModWiki – oprogramowanie wiki stworzone w latach 1999-2000 przez Clifforda Adamsa w języku Perl. Oprogramowanie udostępniane jest na licencji GNU General Public License. Strony w UseModWiki zapisywane są w postaci prostej bazy danych opartej na plikach tekstowych, a nie na serwerze baz danych.
Od początku istnienia (15 stycznia 2001) do początku 2002 r. oprogramowanie UseModWiki używano we
wszystkich wersjach językowych Wikipedii. 28 listopada 2002 r. polska Wikipedia zmieniła silnik na MediaWiki.